# Столяревський Максим
Макси́м Столяре́вський — член ради директорів Конґресу Українців Канади.

## Життєпис
Випускник Києво-Могилянської академії. З 1991 року проживає в Канаді. Виступав як актор Українського драматичного театру «Заграва» (Торонто).
Член управи Конґресу Українців Канади, відділ Торонто, обраний на 2014—2016 роки. Від початку листопада 2013-го силами діаспори в Торонто сформований «Євромайдан-комітет», який опікувавися просуванням у канадському суспільстві правдивої інформації про Україну. 2014 року від КУКу опікувався постачаннями з Канади необхідних речей для українських підрозділів, які щойно формувалися.